# Rödkokt sidfläsk

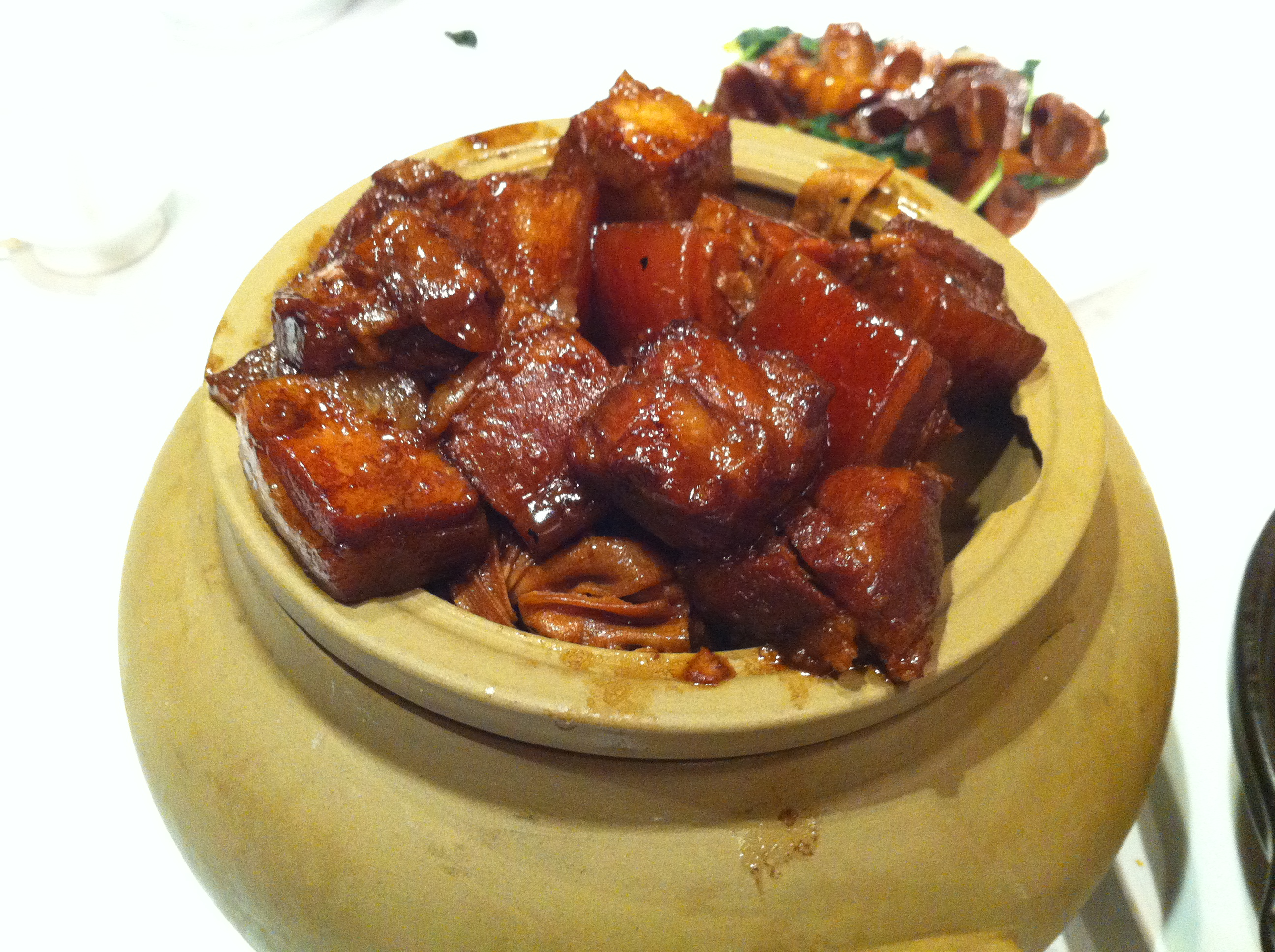
Rödkokt sidfläsk

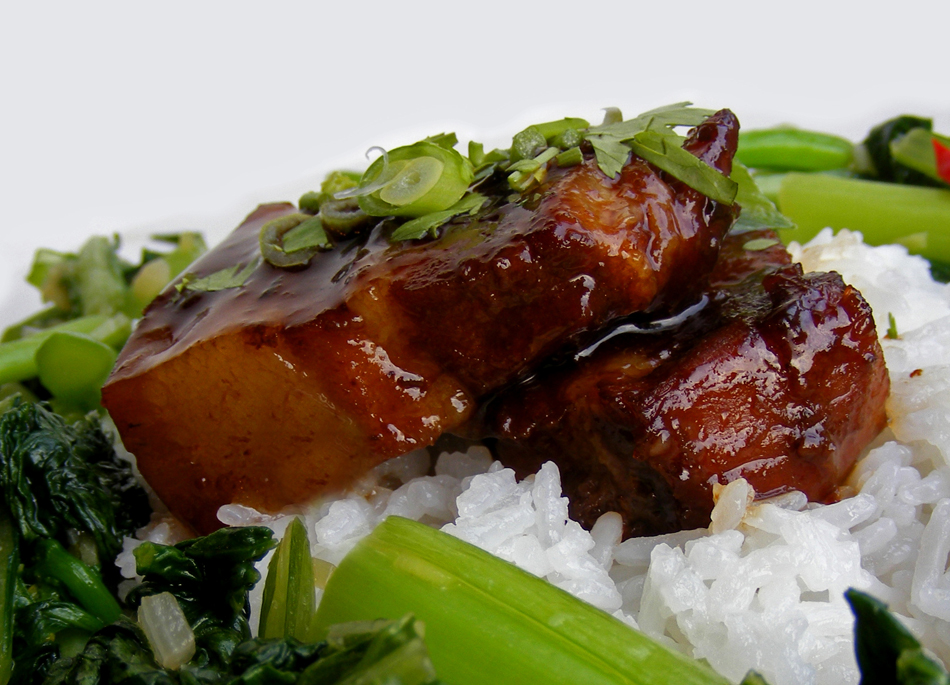
Rödkokt sidfläsk med brun sås

Rödkokt sidfläsk (红烧肉; Hóngshāo ròu) är en kinesisk maträtt som i grunden består av kuber av bräserat sidfläsk glaserad med karamelliserat socker och Shaoxingvin. Rödkokt sidfläsk serveras ofta med kokt ris och tillagade grönsaker.
Råvarorna för att laga rödkokt sidfläsk är sidfläsk (med eller utan svål), jordnötsolja, strösocker, shaoxingvin, ingefära, stjärnanis, röd chilipeppar, kassiakanel eller kanelstång, ljus sojasås, salt, vatten och salladslök. Först pocheras köttet snabbt i kokande vatten till det är halvkokt varefter det skärs till kuber. Oljan och sockret hettas upp i wok till det får färg, varefter köttkuberna tillsätts och steks till karamelliserad yta. Därefter tillsätts sojasås, shaoxingvin, vatten och kryddorna. Vätskan får därefter reduceras till en blank röd sås.
Smaken på rödkokt sidfläsk kan variera kraftigt mellan olika regioner i Kina. I Shanghai är smaken baserad på ren mörk sojasås, och karamelliseringen av sockret viktigt för att ge rikligt med färg och glans. I närliggande Wuxi är rätten nästan söt som godis. I Hunan är rätten kraftigt smaksatt med kryddor och stark chilipeppar viktigt. I Hunan finns även varianter utan sojasås och även med hoisinsås. Det finns till och med varianter med bläckfisk, ägg och tofu. Rödkokt sidfläsk finns även i vegetariska varianter baserat på vitlöksklyftor, tofu, sareptasenap och vattenkastanjer.

## Mao rödkokt fläsk
Rätten är starkt förknippad med Mao Zedong. och vissa menyer heter rätten "Familjen Maos rödkokta sidfläsk" eftersom rödkokt sidfläsk var Mao Zedongs favoriträtt. Maos kockar från Hunan fick följa med och laga rätten till honom i Peking. I Mao Zedongs hemstad Shaoshan är rätten betraktad som hälsokost och bra för intelligensen och känd som "mat för hjärnan". I Mao Zedongs födelseprovins Hunan tillskrivs Maos förkärlek till rödkokt sidfläsk vara en betydande orsak till hans framgångar. I Hunan har de lokala myndigheterna tagit fram officiella riktlinjer för hur rödkokt sidfläsk ska tillagas på restauranger.
Riktlinjerna beskriver bland annat att sidfläsket måste komma från speciella grisar från Ningxiang härad, vilka har en 1 000-årig tradition av grisuppfödning och betraktas som en delikatess. Restauranger som inte följer riktlinjerna förlorar sin rätt att kalla sig för autentiska Hunan-restauranger.